# Exploration Scientifique du Maroc, Botanique
Exploration Scientifique du Maroc, Botanique (abreviado Explor. Sci. Maroc, Bot.) es un libro con ilustraciones y descripciones botánicas que fue escrito por el botánico, explorador y político francés Charles-Joseph Marie Pitard-Briau y publicado en el año 1913.